# プシェミスワフ (ラチブシュ公)

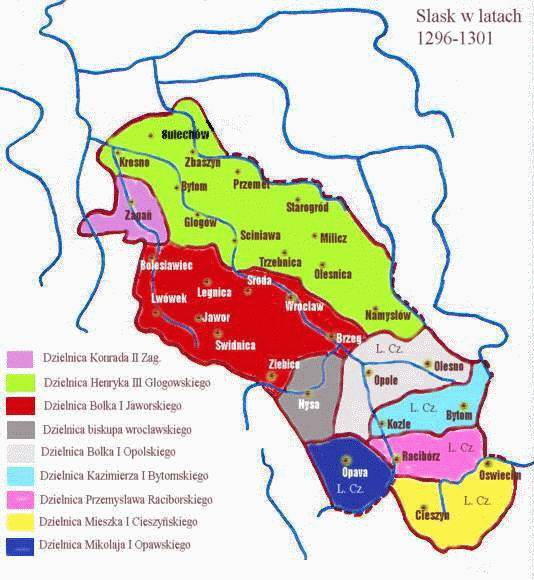
1296年から1301年にかけてのシロンスク、プシェミスワフの領土はピンク色で示されている

プシェミスワフ（Przemysław raciborski, 1268年6月12日 - 1306年5月7日）は、ラチブシュ公（在位：1282年 - 1306年、1290年まで兄ミェシュコ1世と共同統治）。オポーレ＝ラチブシュ公ヴワディスワフの第5子で四男、母はヴィエルコポルスカ公ヴワディスワフ・オドニツの娘エウフェミア。

## 生涯
1282年に父が死ぬと、プシェミスワフは長兄ミェシュコ1世と共にラチブシュ、チェシン、オシフィエンチム地域を相続した。1285年、プシェミスワフは三兄ボルコ1世以外の2人の兄と共に、ヴロツワフ公ヘンリク4世と戦っていたヴロツワフ司教トマシュ2世ザレンバを支援し、司教をラチブシュに匿いさえした。1287年、ヘンリク4世は司教を支援した報復としてラチブシュに遠征を行い、同市は包囲されたうえ、ヴロツワフの軍勢によってほぼ壊滅させられた。その前年、ヘンリク4世はプシェミスワフの姉コンスタンツィアと離婚し、彼女を実家に追い返していた。
1290年、ラチブシュ公国は2人の公爵の間で正式に分割された。プシェミスワフはラチブシュを保持し、ミェシュコ1世がチェシンとオシフィエンチムを獲得した。翌1291年、プシェミスワフは2人の兄ミェシュコ1世、ボルコ1世と共にボヘミア王ヴァーツラフ2世に臣従した（もう一人の兄ビトム公カジミェシュは、1289年から既にボヘミア王の封臣だった）。プシェミスワフがこれ以後、一般にボヘミア王の封臣と見なされていたかどうかは判然としないが、おそらくボヘミア王の封臣として扱われたと考えられる。内政においては、プシェミスワフは2つの重要な事業を行った。1299年に公国の首都ラチブシュに都市特権を付与したこと、同市にドミニコ会修道院を建設したことである。
1306年5月7日に37歳で亡くなり、ラチブシュの聖ヤクプ修道院に埋葬された。

## 子女
1291年、マゾフシェ公爵家の一員であるチェルスク公コンラト2世の娘アンナ（1270年 - 1324年以後）と結婚した。公爵夫妻は3人の子女をもうけた。
1. レシェク（1292年頃 - 1336年）
2. アンナ（1292年/1298年 - 1340年） - 1318年、オパヴァ公ミクラーシュ2世（プシェミスル家）と結婚
3. エウフェミア（1299年 - 1359年1月17日）

一人息子のレシェクが父の領国のほぼ全域を相続したが、ヴォジスワフ・シロンスキのみは公爵未亡人アンナが寡婦領として入手した。
| 爵位・家督          | 爵位・家督                                                          | 爵位・家督    |
| ------------------- | ------------------------------------------------------------------- | ------------- |
| 先代 ヴワディスワフ | ラチブシュ公 ミェシュコ1世と共同統治 （1290年まで） 1282年 - 1306年 | 次代 レシェク |